# Rockefeller Center

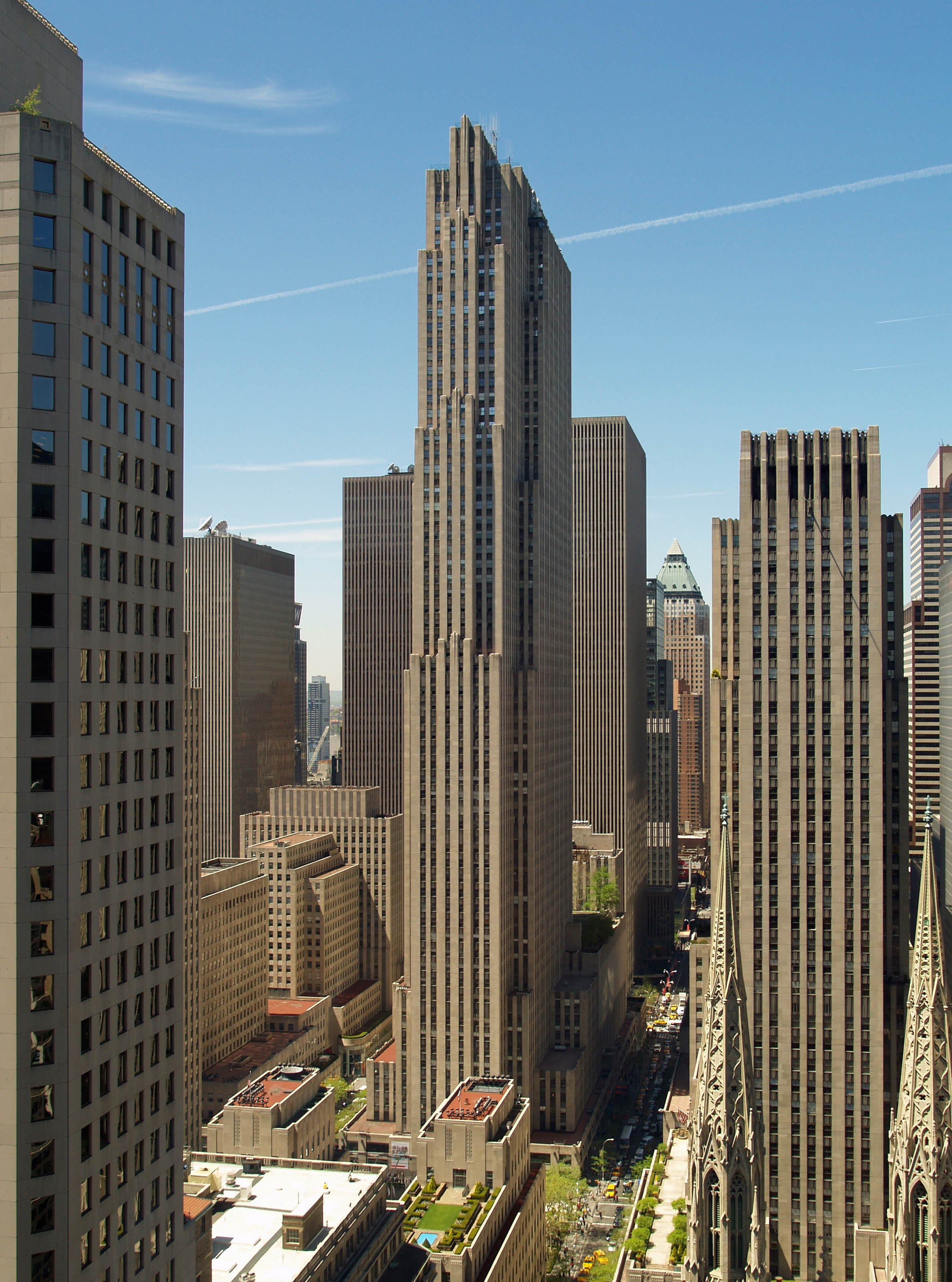
Comcast Building, en av byggnaderna som utgör Rockefeller Center

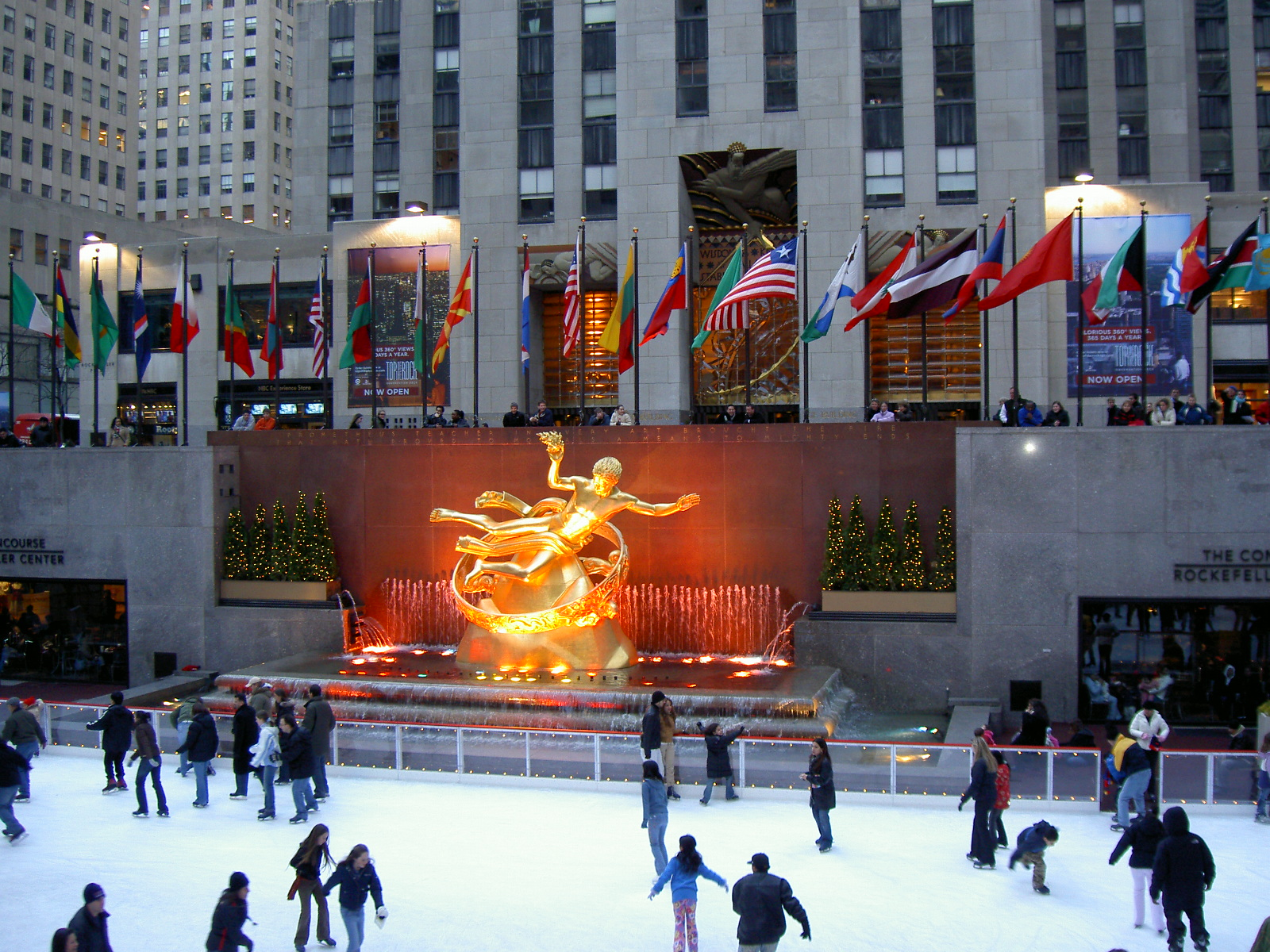
Isrinken vid Rockefeller Center 2006.

Rockefeller Center med Rockefeller Plaza är ett stort affärs-, nöjes- och kontorskomplex på Midtown Manhattan i New York, USA. Sammanlagt består Rockefeller Center av 21 byggnader mellan 48th och 51st Street. Komplexet uppfördes 1929–1940 och har utvecklats till att bli en av New Yorks största turistattraktioner, inte minst tack vare TV-sändningarna från platsen och den på vintern populära isbanan.
I komplexet finns kontor, affärer, teatrar, biografer, restauranger och lägenheter. Det finns även en stor utomhusskridskobana. Omkring 250 000 personer jobbar i komplexet varje dag. Skyskrapan 650 Fifth Avenue ligger också i området. 
TV-bolaget NBC sänder sitt nationella TV-morgonprogram Today Show från ett skyltfönster vid torget. Varje morgon passerar tusentals åskådare förbi platsen där sändningarna sker. Inne i komplexet har NBC sitt huvudkontor och både nationella och lokala nyhetsredaktioner. Här spelas även humorprogrammet Saturday Night Live in.
Komplexet är byggt av familjen Rockefeller.
Vid Rockefeller Center reses årligen sedan 1933 Rockefeller Centers julgran.

## Byggnader och hyresgäster

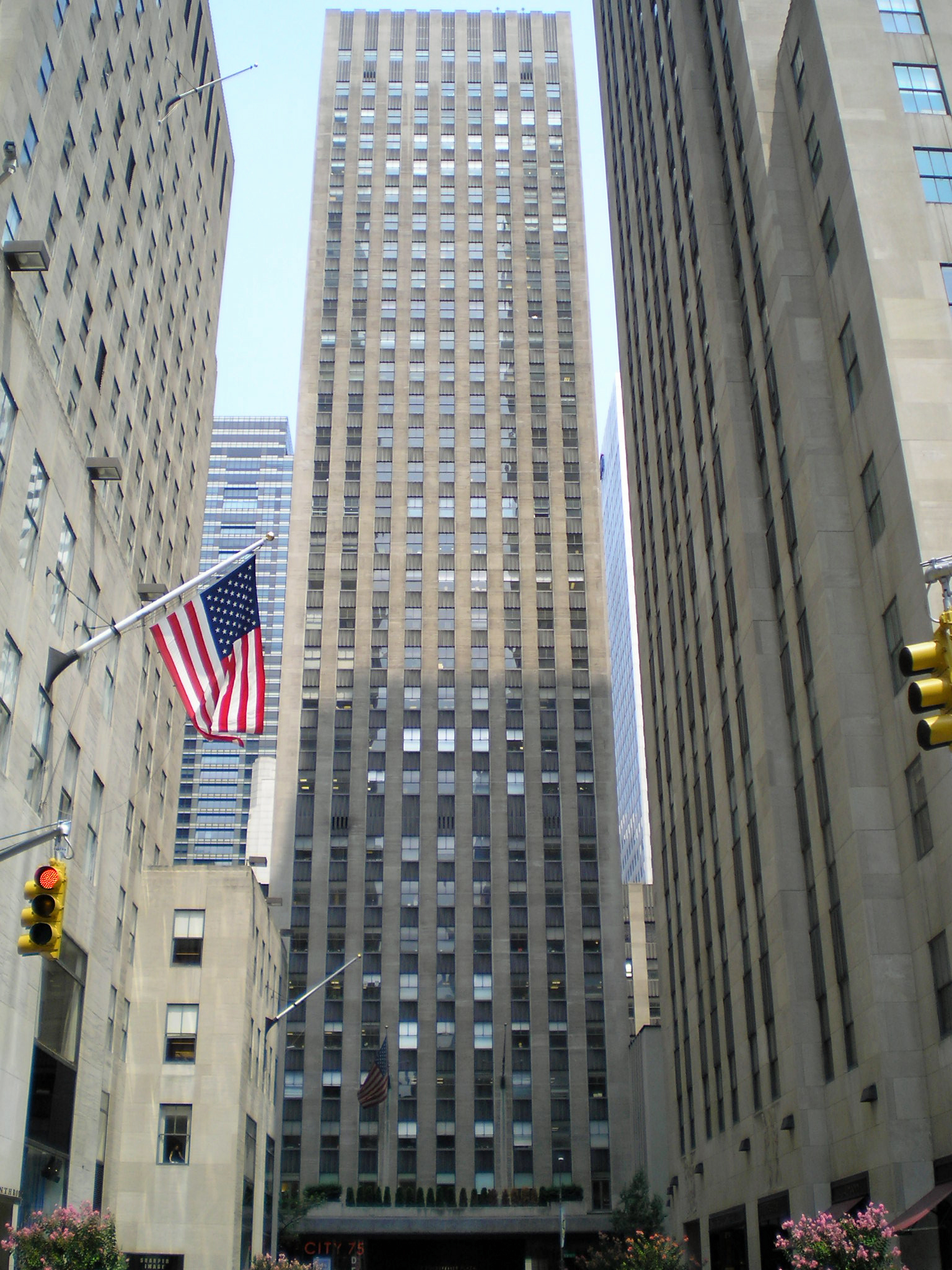
75 Rockefeller Plaza

Komplexets byggnader ligger i Midtown på ett område som begränsas av femte och sjätte avenyerna, samt mellan 48:e och 51:a gatan. Byggnaderna är nedan namngivna efter sina officiella gatuadresser och i förekommande fall med namn och vilka hyresgäster som huserar eller har huserat i byggnaden.
- One Rockefeller Plaza – ursprungligen Time-Life Building; en tidig hyresgäst var General Dynamics, vilket byggnaden också hette under en kortare tid.
- 10 Rockefeller Plaza – före detta Eastern Air Lines Building. Ursprungligen kallad Holland House. Här finns Today Show-studiorna[1] belägna.
- 30 Rockefeller Plaza ("30 Rock"): Comcast Building[2] – före detta RCA & RCA West Buildings och GE Building, numera hem för NBC:s huvudkontor och några av deras inspelningsstudios. Bland programmen som produceras här kan nämnas Saturday Night Live, The Today Show och Late Night.
- 1240 Avenue of the Americas: En av de ursprungliga skyskraporna som inte rivits. Den är numera tillagd som en annexbyggnad till 30 Rock.
- 50 Rockefeller Plaza: Bank of America Building – före detta Associated Press Building
- 1230 Avenue of the Americas: Simon & Schuster Building[3] – före detta U.S. Rubber/Uniroyal. Center Theatre innan 1954.
- 1250 Avenue of the Americas: GE Building, ursprungligen RCA Building West, officiellt kallad 30 Rockefeller Plaza.
- 1260 Avenue of the Americas: Radio City Music Hall
- 1270 Avenue of the Americas – ursprungligen RKO Building, senare American Metal Climax (AMAX) Building
- 600 Fifth Avenue – före detta Sinclair Oil Building
- 610 Fifth Avenue: La Maison Francaise
- 620 Fifth Avenue: British Empire Building
- 626 Fifth Avenue: Palazzo d'Italia
- 630 Fifth Avenue: International Building
- 636 Fifth Avenue: International Building North

Byggnaderna ovan, belägna öster om sjätte avenyn, drivs av Tishman-Speyer, delägare av Rockefeller Center. Byggnaderna väster om sjätte avenyn drivs av och/eller delägs av det japanskägda Rockefeller Group:
- 1221 Avenue of the Americas (McGraw-Hill Building)
- 1271 Avenue of the Americas (Time-Life Building)
- 745 Seventh Avenue (Barclays Capital, före detta Lehman Brothers Building): Byggnaden ägs numera av Barclays Capital, och marken av Rockefeller Group.